# TD-CDMA
TD-CDMA és una de les 6 interfícies de ràdio de l'estàndard 3G o IMT-2000.
Tot i que el mercat 3G està dominat per W-CDMA i CDMA2000, es va desenvolupar un estàndard a la Xina conegut com a TD-CDMA, el qual ofereix serveis de veu (per commutació de circuits) i serveis de dades (per commutació de paquets) amb taxes de transmissió de fins a 2 Mbps. Aquest estàndard utilitza la tècnica de Duplexació per Divisió del Temps (TDD-Time Division Duplex) en el qual els senyals transmesos i rebuts són enviats a la mateixa freqüència però en diferents instants de temps.

## Funcionament del TD-CDMA
TD-CDMA es basa en una combinació d'accés múltiple per divisió en temps (TDMA) i d'accés múltiple per divisió en codi (CDMA).

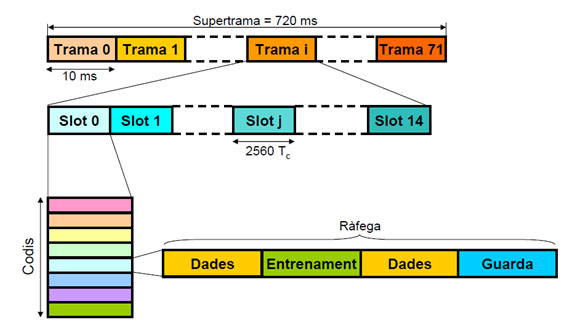
Trames i slots en TD-CDMA

Per tal de poder dividir l'espai temporal, es defineixen uns slots temporals, de manera que cada usuari utilitza el seu slot per transmetre dades. En el cas del TD-CDMA, els “usuaris” són els canals de baixada i de pujada. Dins de cada slot hi ha quatre tipus d'informació: uns primers bytes de dades, bytes d'“entrenament” (Midamble en anglès), un altre cop bytes de dades i finalment un temps de guarda (GP) per evitar problemes de sincronisme.
A cada slot, en TD-CDMA, hi ha molts usuaris (terminals) diferents. Per tal d'evitar interfèrencies s'assigna un codi a cada terminal. Les dades a transmetre seran multiplicades per aquest codi (amb una XOR lògica) i llavors seran enviades. El receptor, que tindrà el codi de l'emissor, podrà demodular el senyal per obtenir-ne la informació. Així doncs, podran conviure en el mateix slot temporal diversos terminals alhora. La longitud dels codis és fixa dins d'un mateix sistema i, pel cas de TD-CDMA, es solen utilitzar 2560 xips per cada codi.
Tanmateix, l'elecció de la mida dels slots temporals s'ha de fer respectant un compromís. Per una banda, si els slots són massa grans, hi ha el perill de transmetre massa informació redundant si no hi ha prou dades per omplir l'slot (és a dir, estem desaprofitant els recursos). Per l'altra banda, slots massa petits impliquen repetir constantment la capçalera de les dades per enviar poca informació cada cop.

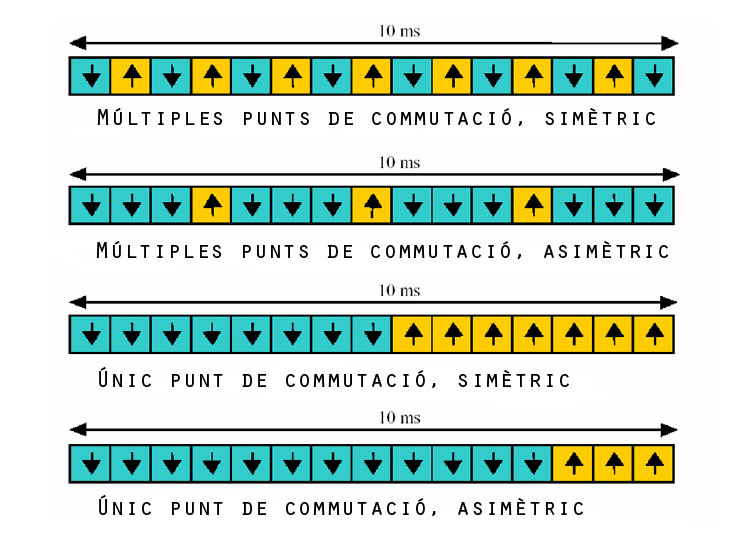
Transmissions de baixada i de pujada

Un bon compromís és que cada frame de 10 ms sigui dividit en 15 slots temporals, on cada slot pot ser dedicat a la transmissió de pujada o de baixada. Com a mínim n'hi ha d'haver un de cada.

### Avantatges
Lògicament, TD-CDMA té els avantatges i els inconvenients que tenen TDMA i CDMA per separat.
Pel que fa als avantatges, aquesta tecnologia s'utilitza amb modulacions digitals. Això ha permès, entre altres coses, utilitzar-ho per la commutació de paquets.
Un altre avantatge clar és que utilitzant TD-CDMA no es necessita una planificació freqüencial. Així doncs tenim una major eficiència espectral (no queden canals freqüencials sense utilitzar) i presenta una protecció enfront d'escolta no desitjada.

### Inconvenients
Pel que fa als inconvenients, TD-CDMA requereix una sincronització temporal molt estricta per evitar col·lisions entre diferents usuaris, és a dir, necessita time advance. El time advance és una tecnologia que provoca que tots els usuaris emetin de manera que els senyals arribin al mateix temps a l'estació base correspondiente. De manera que els terminals que estan més allunyats de l'estació base hauran d'emetre abans que els que estan més a prop.
Un altre gran inconvenient és que, degut a la utilització de codis, la regeneració del senyal és bastant complexa i, per tant, és lenta computacionalment parlant. A més a més, tots els senyals de tots els terminals han d'arribar amb la mateixa potència al receptor. La capacitat d'un sistema TD-CDMA vaira segons el nivell d'interferència del canal. Si intentem maximitzar la capacitat, la potència del senyal haurà de ser mínima.

## UTRA (Universal Terrestrial Radio Access)
Accés Universal de Ràdio Terrestre en català, ha estat especificat en el projecte 3GPP i identifica el mode d'accés a UMTS. Els dos modes amb els quals s'hi pot accedir són:
- Mode FDD (Frequency Division Duplex): Els enllaços de les transmissions de pujada (uplink) i baixada (downlink) per a un terminal utilitzen bandes de freqüència diferents separades entre si. Aquest sistema de divisió és útil per transmetre per commutació de circuits, ja que ofereix una QoS un cop realitzada la connexió. Així doncs, és apropiat per macro i micro cel·les i per ambients amb una alta mobilitat, amb taxes de fins a 384 Kbps.

- Mode TDD (Time Division Duplex): En aquest cas, les transmissions de pujada i baixada utilitzen el mateix canal freqüencial. Per no interferir entre elles, utilitzen intervals de temps (anomenats slots) per transferir les dades. Aquest mode és útil per micro i pico cel·les i per ambients amb una baixa mobilitat, aconseguint fins a 2 Mbps.

### Mode UTRA TDD[1]
El mode UTRA TDD base el seu funcionament d'accés en TD-CDMA.
Els slots temporals sobre la portadora de ràdio poden ser ubicats simètricament, és a dir, hi ha el mateix volum dades de pujada i de baixada (per serveis de veu) o asimètricament, quan no hi ha el mateix volum de dades de pujada i de baixada (per serveis de dades). Això facilita fer un ús eficient de l'espectre disponible. Les taxes de bits en les dues direccions de transmissió poden diferir significativament en el cas d'utilitzar asimetria.
Per tant, podríem concloure que el mode TDD és particularment adequat per ambients amb alta densitat de trànsit i per la cobertura en interiors, on les aplicacions requereixen altes velocitats de dades i tendeixen a crear trànsit altament asimètric (per exemple, accés a Internet).

## Especificacions tècniques[2]
- Banda de freqüència: 1900 MHz - 1920 MHz i 2010 MHz - 2025 MHz (TDD)
- La Separació de canals és de 5 MHz i la de trama és de 200 kHz
- Banda de freqüència mínima necessària: ~ 5MHz, ~ 1.6MHz with 1.28 Mcps
- codificació de veu: AMR (i GSM EFR) còdec.
- Codificació de canal: Codificació convolucional, Turbo-codi per dades d'alta transmissió.
- La trama de TDMA consisteix en 15 timeslots.
- Suporta la connexió simètrica.
- Dades per commutació de circuits i de paquets.
- Modulació QPSK.
- Chip rate: 3.84 Mcps o 1.28 Mcps.
- L'únic tipus de Handover possible és el hard handover.
- Període de control de la potència: 100 Hz o 200 Hz UL, ~ 800 Hz DL.